# Graecoanatolica conica
Graecoanatolica conica is een slakkensoort uit de familie van de Hydrobiidae. De wetenschappelijke naam van de soort is voor het eerst geldig gepubliceerd in 1973 door Radoman.